# Schistomeringos sphairatolobos
Schistomeringos sphairatolobos är en ringmaskart som beskrevs av Glasby 1984. Schistomeringos sphairatolobos ingår i släktet Schistomeringos och familjen Dorvilleidae.
Artens utbredningsområde är havet kring Nya Zeeland. Inga underarter finns listade i Catalogue of Life.